# Лихнида
Лихнида, също Лихнид или Лихнидос (на старогръцки: Λυχνιδός, Λύχνιδος, на латински: Lychnidus, Lycnidus, Licnidus) е древен град на Охридското езеро, предшественик на днешния град Охрид в Северна Македония.
Лихнида се намира на хълма Горни Сарай, в района Плаошник в западната част на днешния град Охрид. Разпространявал се от хълма, на който днес се намира една средновековна крепост на цар Самуил в югозападна посока през селището Плаошник към брега на езерото. Заема една част от стария град и затова върху него големи части са застроени. Северозападно от града се намира плодородна земя, която е била населена в древни времена и използвана за земеделски нужди още през Каменно-медната епоха.
Лихнида е важна станция на пътя Виа Егнация, който свързвал източния бряг на Адриатическо море с Византион (по-късно Константинопол).
Първите заселници на града са илирийските енхелейци, които през VIII и VII век пр.н.е. живеят около Охридкото езеро. След тях тук живеят дасаретите, които V и IV век пр.н.е. често нападали съседна Македония.
През 355 г. пр. Хр. Филип II превзема от илирийците Линкестида, територията, източно от Преспанско езеро) и разширява владението си до брега на Охридкото езеро. През елинистичната епоха селището Лихнида става град, в който се заселват и гръцки колонисти. През III/II век пр.н.е. Лихнида е център на планинския регион Десаретия, който се простира от река Девол на запад до границата на Лихнида на изток и на север до територията на дарданите.
Построяват се театър около 200 г. пр. Хр., агора, гимназион, булевтерион и множество храмове.
През 148 г. пр. Хр., когато Древна Македония става римска провинция, Лихнида е под римско владение. До времето на ранната Римска империя обаче Десаретия е свободна комуна. Лихнида е нейно управителствено седалище и търговски център. По римско време градът е разширен. Градът се разраства до хълма Дебой.
През късната древност Лихнида е епископално седалище. Владиката Дионисий от Лихнида е участник в Църковния събор в Сердика (343). На 29 и 30 май 526 г. Лихнида е разрушена от земетресение. След три века по-късно е новооснован като славянския (българския) град Охрид.